# Joe Colon
Joseph "Joe" Daniel Colon (ur. 22 stycznia 1991) – amerykański zapaśnik walczący w stylu wolnym. Brązowy medalista mistrzostw świata w 2018. Mistrz panamerykański w 2018 i 2019. Pierwszy w Pucharze Świata w 2018 roku.
Zawodnik Clear Lake High School i University of Northern Iowa. Trzeci w All-American w NCAA Division I w 2014 roku.